# フィル・ミルズ
フィル・ミルズ（Phil Mills、1963年8月30日 - ）は、イギリスのウェールズ出身のコ・ドライバー。世界ラリー選手権（WRC）チャンピオンペター・ソルベルグの元コ・ドライバーである。

## 経歴
ラリーデビューは1983年、WRCデビューは、1994年である。
地元のラリー選手権にも出場経験がある。かつては、アルミン・シュヴァルツのナビも務めていた。
1999年に、当時フォードに所属していたソルベルグとのコンビが実現した。その4年後に、ついにWRCタイトルを獲得した。2010年にWRCからの引退を表明したが、2014年には、ベルギーのラリー大会に出場したソルベルグとコンビを再結成した。